# Fotodezintegracja
Fotodezintegracja, fototransmutacja – proces fizyczny, w którym bardzo wysokoenergetyczny foton promieniowania gamma oddziałuje z jądrem atomowym skutkując jego przejściem na wyższy poziom energetyczny, co prowadzi do reakcji jądrowych.
Pojedynczy proton lub neutron jest wyrzucany z jądra przez pochłonięty kwant gamma. Proces ten jest zasadniczo odwrotny do syntezy jądrowej, podczas której jądra lekkich pierwiastków łączą się tworząc cięższe jądra i uwalniając energię. Fotodezintegracja jest procesem endotermicznym (energia jest podczas niego absorbowana) dla jąder atomów pierwiastków lżejszych od żelaza oraz egzotermicznym (uwalniającym energię) dla jąder pierwiastków cięższych od żelaza. Zjawisko fotodezintegracji jest odpowiedzialne za nukleosyntezę przynajmniej kilku ciężkich, bogatych w protony pierwiastków poprzez proces p, który ma miejsce w supernowych.

## Fotodezintegracja deuteronu
Reakcja fotodezintegracji
{\displaystyle _{1}^{2}\mathrm {D} +\gamma \to {}_{1}^{1}\mathrm {H} +\mathrm {n} ,}
czyli rozbicia deuteronu na cząstki składowe została użyta przez Jamesa Chadwicka i Maurice’a Goldhabera do pomiaru różnicy mas protonu i neutronu. Foton w tej reakcji musi mieć energię co najmniej 2,22 MeV. Eksperyment ten dowodzi, że neutron nie jest stanem związanym protonu i elektronu, jak to zostało zaproponowane przez Ernesta Rutherforda.

## Hipernowe
W eksplozjach bardzo masywnych gwiazd (250 bądź więcej mas Słońca), fotodezintegracja jest ważnym czynnikiem w zjawisku supernowej. Pod koniec życia gwiazda osiąga temperaturę i ciśnienie, w których endoenergetyczne procesy fotodezintegracji zmniejszają ilość fotonów, a tym samym zmniejszają ciśnienie i temperaturę w jądrze gwiazdy. Powoduje to początek zapadania się jądra gwiazdy, gdy energia jest pochłaniana przez fotodezintegrację, a kolapsujące jądro prowadzi do powstania czarnej dziury.

## Fotorozszczepienie
Fotorozszczepienie jest procesem, w którym jądro atomowe po absorpcji kwantu gamma ulega rozszczepieniu (dzieli się dwa jądra o w przybliżeniu równych masach). Jak wykazano fotony gamma o bardzo wysokiej energii mogą wywołać rozszczepienie nawet tak lekkich pierwiastków jak cyna.